# Años 140 a. C.
Los años 140 antes de Cristo comenzaron el 1 de enero del 149 a. C. y terminaron el 31 de diciembre del 140 a. C.

## Acontecimientos
- 149 a. C.: comienza la tercera guerra púnica la cual enfrentó a Roma y a Cartago.
- 148 a. C. (21 de febrero): en Antioquía (Turquía) sucede un terremoto. Se desconoce la cantidad de muertos.[1]
- 146 a. C.: Roma derrota a Cartago, con lo que termina la tercera guerra púnica.
- 146 a. C.: en Grecia, los romanos conquistan Corinto.
- 141 a. C.: en Palestina, Simón Macabeo es nombrado Nasí (príncipe) de Judea.
- 140 a. C.: en China, Wu de Han se convierte en emperador de la Dinastía Han .

## Personas destacadas
- Publio Cornelio Escipión Emiliano, cónsul y comandante supremo del ejército romano contra Cartago.